# Gisselbo
Gisselbo är en by i Hedesunda socken, Gävle kommun. Stavning år 1544: Gisläbode från mansnamnet Gisle. Gisselbo ingår i ett större byområde kallat Vinnersjö och som ligger nära gränsen till Österfärnebo socken.